# François Médard
Francois Médard (1647-1720)  était un luthier né en Lorraine du XVIIe siècle.
Sa vie fut mal documentée et nous ne connaissons aujourd'hui que peu de chose de lui.
Il étudia la lutherie à Crémone, chez le célèbre Antonio Stradivari, et était, dit-on, l'élève préféré du maître.
L'apprenti luthier fit rapidement ses preuves, se montrant consciencieux et talentueux.
Une fois ses études achevée, François Médard rentre chez lui en Lorraine et s'établit à Mirecourt sous l'étiquette de " Francesco Medardi, alumnus Antoni Stradivari".